# Peter F. Kurland
Peter Franklin Kurland (1958) es un productor de mezcla e ingeniero de audio estadounidense.
Kurland ha trabajado como asistente de sonido y como mezclador de sonido en múltiples películas, incluyendo Walk the Line, The Ladykillers, Intolerable Cruelty, Men in Black, Wild Wild West y O Brother, Where Art Thou?. Ganó dos Premios Grammy por O Brother, Where Art Thou?, un BAFTA y un Premio CAS por Walk the Line, y fue nominado a los Premios Oscar en la categoría de mejor sonido por la misma película.
Kurland es colaborador frecuente de los hermanos Coen. En 2008, ganó el Premio CAS por No Country for Old Men y fue nominado al Oscar y BAFTA al mejor sonido. En 2011, fue nominado nuevamente al Oscar en la misma categoría, esta vez por su trabajo en True Grit. En 2014, volvió a ser nominado a los Oscar en la misma categoría por Inside Llewyn Davis.
Junto a su esposa, Shannon Wood, es copropietario del Darkhorse Theater, una sala de espectáculos de Nashville.

## Vida privada
Kurland es hijo de Sheldon Kurland, músico. Asistió a la Peabody Demonstration School (ahora llamada University School of Nashville) en Nashville, Tennessee. Se graduó en el Antioch College. Está casado con Shannon Dee Wood, con quien tiene dos hijos.

## Premios y distinciones
Premios Óscar
| Año  | Categoría    | Película               | Resultado |
| ---- | ------------ | ---------------------- | --------- |
| 2006 | Mejor sonido | Walk the Line          | Nominado  |
| 2008 | Mejor sonido | No Country for Old Men | Nominado  |
| 2011 | Mejor sonido | True Grit              | Nominado  |
| 2014 | Mejor sonido | Inside Llewyn Davis    | Nominado  |